# Constantin Paoustovski
Constantin Gueorguievitch Paoustovski (en russe : Константин Георгиевич Паустовский), né le 19 mai 1892 (31 mai dans le calendrier grégorien) à Moscou et mort le 14 juillet 1968 à Moscou, est un écrivain soviétique. 

## Biographie
Fils de Gueorgui Paoustovski, statisticien des chemins de fer, et de son épouse Maria Grigorievna, Constantin Paoustovski a deux frères, Boris et Vadim, et une sœur prénommée Galina. En 1898, la famille déménage de Moscou à Kiev. Les parents divorcent en 1908. Sorti du gymnasium en 1912, Constantin poursuit ses études à la faculté d'histoire de l'Université impériale Vladimir le Grand. 
Au début de la Première Guerre mondiale, il rejoint sa mère à Moscou et s'inscrit à l'Université impériale de Moscou, mais sera contraint d'interrompre ses études et commencer à travailler. Il devient conducteur de tramway, puis infirmier dans un train sanitaire transportant les blessés. Après que ses deux frères eurent péri sur le front, il rentre à Moscou, puis vit quelque temps à Ekaterinoslav, à Iouzovka, à Taganrog et en Crimée, avant de revenir sur Moscou après la révolution de Février. À la capitale, il travaille comme reporter et assiste aux événements de la révolution d'Octobre.
Lors de la Guerre civile russe, il vit en Ukraine, avec sa mère et sa sœur. Mobilisé en 1918, il sert sous les ordres du hetman Skoropadsky, puis, après le changement de régime, dans l'Armée rouge. Démobilisé, il voyage dans le sud de la Russie, vit à Odessa pendant deux ans et travaille au journal Moriak où il fait connaissance de Ilia Ilf, Isaac Babel, Edouard Bagritski, Lev Slavine (ru). Puis, il reprend ses voyages, en partant cette fois en direction du Caucase avec les passages à Soukhoumi, Batoumi, Tbilissi, Erevan, Bakou.
Entre 1920 et 1922, il vit Rue Tchernomorska à Odessa.
À partir de 1923, il travaille comme rédacteur de l'agence Rosta à Moscou. Il commence à être publié. Il collabore avec la Pravda, Znamia, Smena, Nachi dostijenia, 30 Dnei.
Dans les années 1950, Paoustovski a vécu à Moscou et à Taroussa sur l'Oka. Il est devenu l'un des compilateurs des collections collectives les plus importantes de la période de libéralisation de la culture en URSS Moscou littéraire (1956) et Pages de Taroussa (1961). Pendant plus de dix ans, il a dirigé un séminaire de prose à l'Institut de littérature Maxime-Gorki, a été chef du département des compétences littéraires. Parmi les étudiants du séminaire Paoustovski figuraient: Inna Goff, Vladimir Tendriakov, Grigory Baklanov, Iouri Bondarev, Iouri Trifonov, Boris Balter, Ivan Panteleïev.

## Œuvres
- 1929 : Nuages étincelants
- 1932 : Kara-Bougaz, récits d'aventures
- 1933 : Le Destin de Charles Lonceville, récit historique
- 1934 : Colchide, roman
- 1935 : Les Romantiques
- 1937 : Jours d'été, nouvelles
- 1938 : Le Pays de la Mestchiora, nouvelles
- 1938 : Roman du Nord, récit historique
- 1948 : Le Roman des forêts, biographies d'artistes
- 1955 : La Rose d'or, Notes sur l'art d'écrire
- 1945-1963 : Histoire d'une vie, autobiographie
  - Les années lointaines[1]
  - Une jeunesse inquiète
  - Une ère inconnue commence
  - Le Temps des grandes espérances
  - Incursion dans le Sud
  - Le Livre des pérégrinations

Œuvres dont la date n'a pas été trouvée
- Au cœur de la Russie, nouvelles
- La Tanche d'or, nouvelles
- L'Artel des petits moujiks
- La Mer Noire, roman
- La Barque vermoulue, récit
- Le Verrier, récit
- Les Hôtes de la vieille maison, récit
- Une nuit d'octobre, récit
- Le Télégramme, récit
- Poste forestier 273, récit
- Le Trésor enterré, récit
- La Bague d'acier, ce conte pour enfants, a été publié en français en 1976 aux Éditions La Farandole, la traduction étant de Paulette Michel, illustré par T. Ieriomina, l'impression en URSS.

Œuvres traduites en français
- Neige suivi de Une aube pluvieuse, traduction de Guy Imart, Alidades 2024, édition bilingue
- La mer noire, L'ancre de marine 2023
- La tanche d'or, traduction d'Alain Capon, éditions de l'aube 2012
- Au cœur de la Russie, nouvelles, traduction de Lydia Delft et Michèle Deniaud, Gallimard 1974
- La Colchide suivi de Roman du Nord, traduction de Lydia Delft et Véra Varzi, Gallimard 1973
- Kara-Bougaz, traduction de Lydia Delft et Michèle Deniaud, Gallimard 1972
- Le roman des forêts suivi de Le pays de la Mestchiora, traduction de Lydia Delft et Michèle Deniaud, Gallimard 1971
- Le destin de Charles Lonceville, traduction de Lydia Delft et Véra Varzi, Gallimard 1970
- La rose d'or (notes sur l'art d'écrire), traduction de Lydia Delft et Paule Martin,Gallimard 1968
- L'histoire d'une vie, 6 volumes, traduction de Lydia Delft et Paule Martin, Gallimard 1963-1967

## Distinctions
- Ordre de Lénine (1967)
- Ordre du Drapeau rouge du Travail (1939, 1962)
- Médaille pour la Défense d'Odessa (1995)